# Adaloaldo
Adaloaldo (Monza, 602 o 603 – Ravenna, 626) è stato re dei Longobardi e re d'Italia dal 616 al 625 (dal giugno 604 associato al trono dal padre Agilulfo).

## Biografia
Figlio di Agilulfo e di Teodolinda, fu il primo sovrano longobardo a essere battezzato secondo il rito cattolico nel 603 nella chiesa di San Giovanni Battista, un anno dopo la sua nascita, avvenuta nel palazzo reale di Monza (eretto a residenza estiva della coppia reale). Benché all'epoca il cattolicesimo fosse ancora minoritario tra i Longobardi, che contavano anche pagani, ariani e aderenti allo scisma tricapitolino (che contrapponeva Roma al patriarcato di Aquileia), la scelta dell'ariano Agilulfo e della cattolica Teodolinda segnò in modo decisivo l'evoluzione del popolo longobardo.

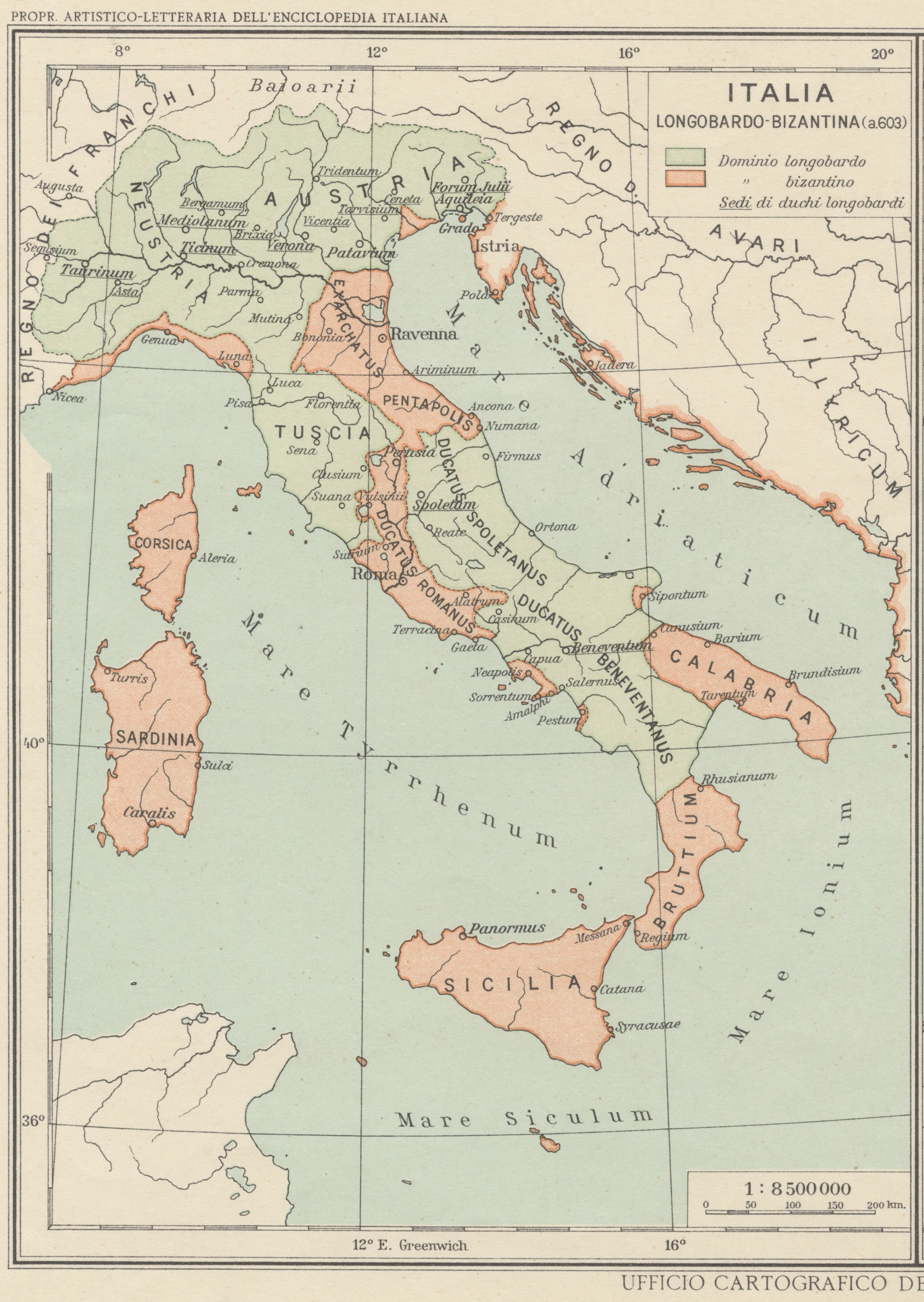
Mappa d'Italia nel 603 d.C.

Adaloaldo fu battezzato nel giorno di Pasqua del 603, il 7 aprile, da Secondo di Trento.
Nel giugno 604, Adaloaldo fu associato al trono con una incoronazione avvenuta nel circo romano di Milano, a imitazione del cerimoniale bizantino. Agilulfo, infatti, mirava a creare una monarchia romanizzante e una propria dinastia. All'incoronazione erano presenti anche degli ambasciatori franchi, con la quale ci si accordò per far sposare il giovane re con una figlia di re Teodeberto, e fu stretto un accordo di pace perpetua. Il matrimonio non fu mai celebrato.
Alla morte di Agilulfo, Adaloaldo divenne unico re, ma, essendo ancora minorenne, fu affiancato dalla madre Teodolinda, che esercitò la reggenza per alcuni anni e conservò una posizione autorevole anche in seguito. L'esercito fu affidato al comando del duca Sundrarit, già comandante militare e uomo di fiducia di Agilulfo. Poco dopo l'ascesa al trono di Adaloaldo, Sundrarit inflisse una dura sconfitta all'esarca Eleuterio, imponendo ai Bizantini un tributo. Più tardi, verso il 616-617, i Longobardi si emanciparono anche dal vassallaggio verso i Franchi, ai quali fino ad allora dovevano versare tributi periodici.
Decisivo, in quegli anni, era il versante della politica religiosa. L'Italia era divisa, sia nell'elemento latino che in quello germanico, dallo Scisma tricapitolino che contrapponeva il papa di Roma al patriarca di Aquileia; tra i Longobardi, inoltre, si contavano anche numerosi pagani e ariani. Teodolinda, di origine bavara, seppur nipote del re longobardo Vacone, era stata seguace dello Scisma tricapitolino, ma finì per assumere posizioni sempre più filocattoliche.
Tra il 615 e il 620, il re dei Visigoti Sisebuto, fervente cattolico, scrisse una lettera alla corte longobarda, elogiando Teodolinda e mostrandosi preoccupato circa le sorti del cattolicesimo in Italia. Ciò rispecchia, forse, un atteggiamento favorevole all'arianesimo da parte del giovane Adaloaldo. Questi, comunque, quando assunse i pieni poteri riprese la politica filocattolica e filoromana. Nonostante la debolezza dei Bizantini, impegnati in quegli anni contro gli Avari e i Persiani, Adaloaldo puntò piuttosto a una generale pacificazione con Ravenna e con Roma: un comportamento incomprensibile per i duchi longobardi, tutti di cultura militare, che accusarono il re di essere pazzo. A capo della fronda si pose il cognato Arioaldo, marito della sorella del re Gundeperga. Il conflitto esplose nel 624, e l'anno seguente il trono di Adaloaldo fu occupato da Arioaldo.
Adaloaldo morì nel 626, forse avvelenato. Secondo lo storico Krüger potrebbe essere stato sepolto nella basilica di San Giovanni di Monza.
Al suo nome Adaloaldo è associata la Croce di Adaloaldo, secondo la tradizione donata dal papa Gregorio Magno per il suo battesimo e che è custodita nel Museo del Duomo di Monza.